# Shōjo no tomo
Shōjo no tomo (少女の友) qui signifie ami des filles est un magazine japonais publié par Jitsugyo no Nihon Sha de février 1908 à juin 1955,. Il présente les premiers types images qui seront celles des shōjo. Parmi les artistes qui y travaillent on trouve Takuboku Ishikawa, Katsuji Matsumoto, Jun'ichi Nakahara et Akiko Yosano.